# U-2기 사건

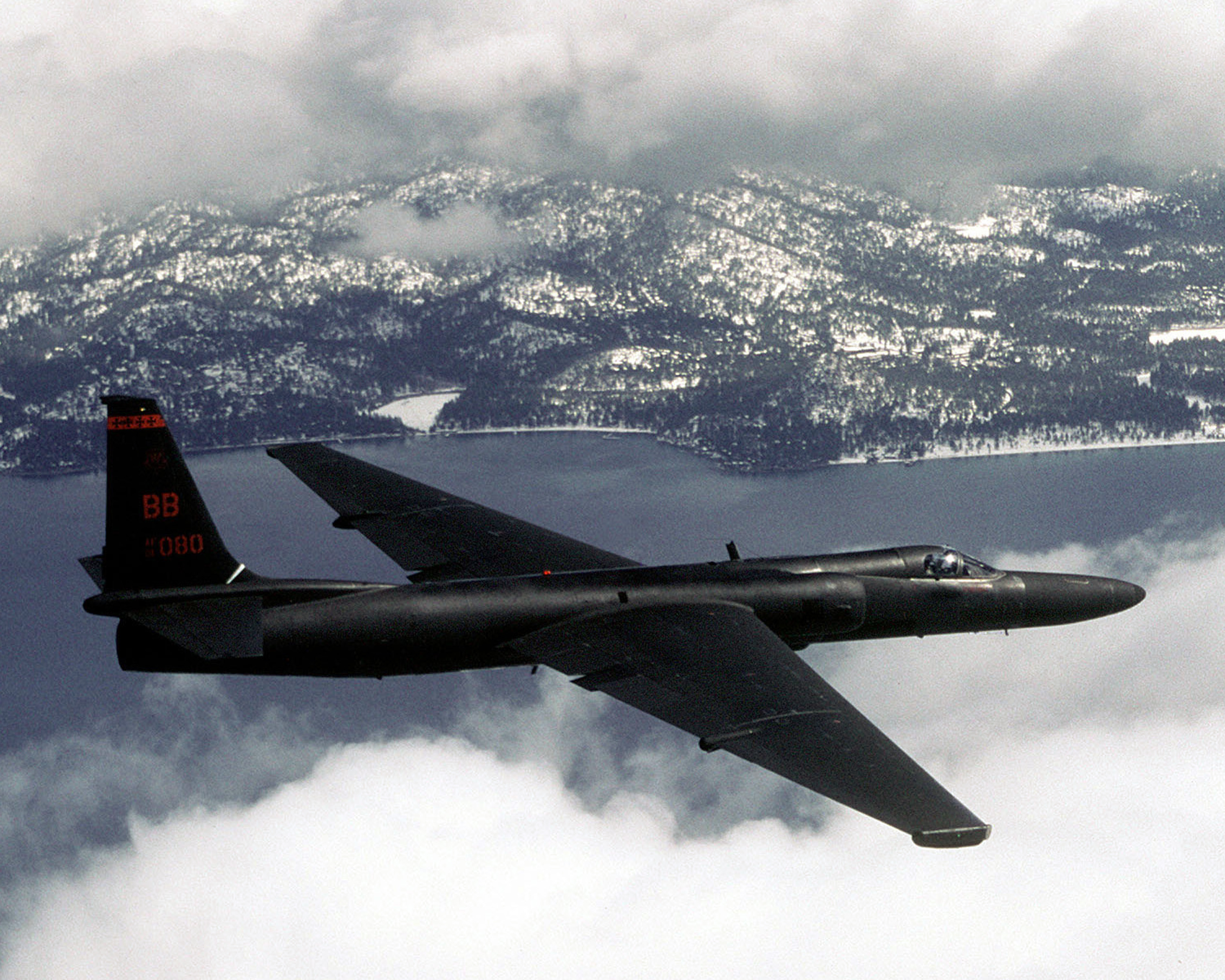
록히드 U-2 정찰기

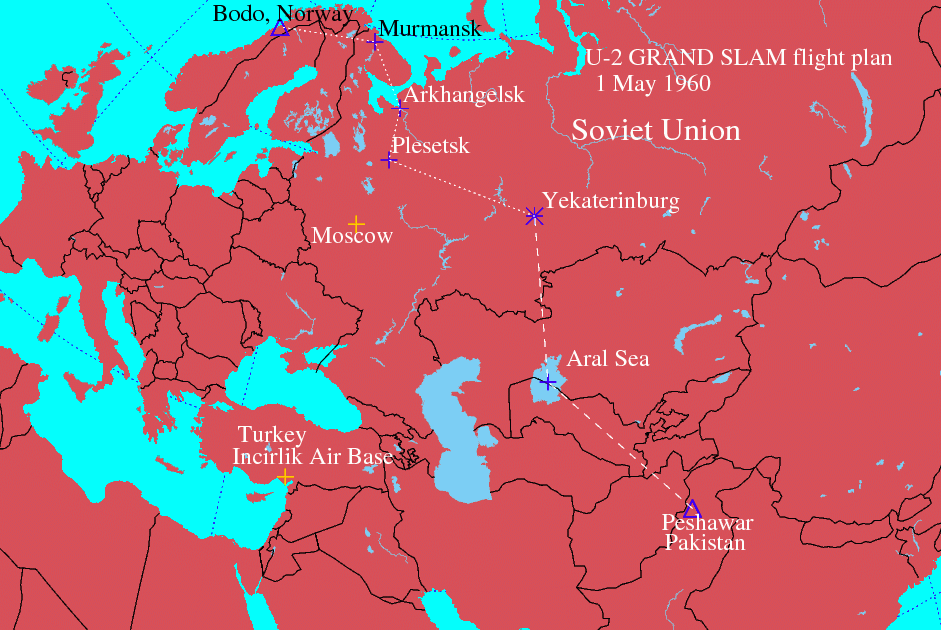
U-2 정찰기의 예정항로

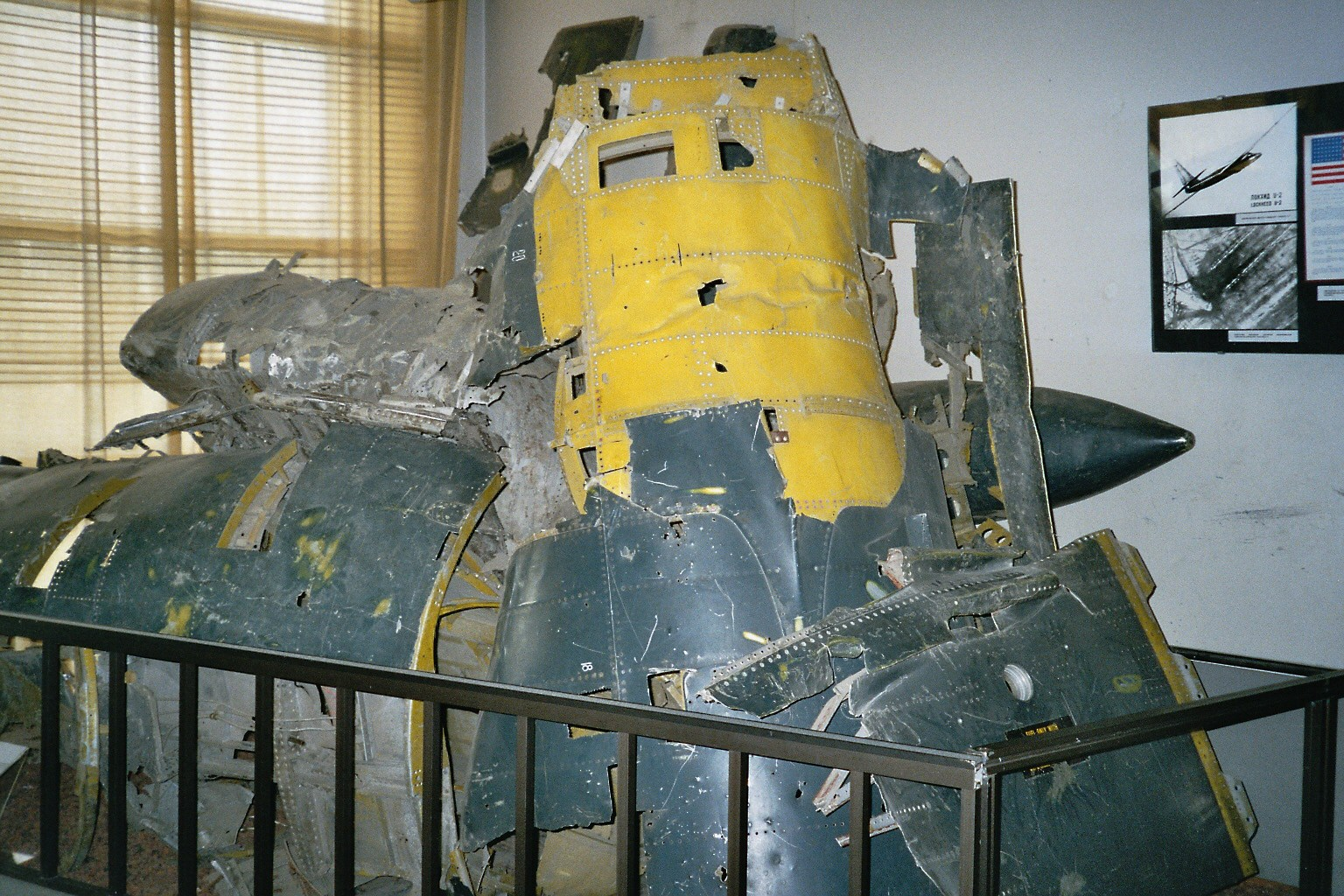
U-2 정찰기의 잔해

U-2기 사건(U-2 incident)은 1960년 5월 1일 미국의 고성능 정찰기 록히드 U-2 기가 정보수집을 목적으로 최고도를 유지하며 소련 영공을 침범했다가 소련의 방공망에 걸려 우랄산맥 스베르들롭스크(현재의 러시아 예카테린부르크) 상공 약 70,000 피트(21,336 m) 지점에서 소련군의 S-75 미사일에 맞아 격추된 사건을 말한다. 조종사 프랜시스 개리 파워스는 낙하산으로 탈출했으며, 소련군에 생포되었다. 이 사건으로 동서의 긴장관계는 한층 더 심각해졌다. 이 사건은 영화 'Thirteen Days'의 주요 소재로 등장한다.

## 같이 보기
- 프랜시스 개리 파워스
- 파켈 기계설계국
- 쿠바 미사일 위기
- 하이난섬 사건
- 대한항공 007편 격추 사건
- 대한항공 902편 격추 사건
- 2023년 중국 비행체 사건